# Bataille d'Abagana
Guerre du Biafra
La bataille d'Abagana a été livrée le 31 mars 1968 pendant la guerre du Biafra (1967-1970).

## La bataille
Une colonne nigériane, composée de 96 camions chargés de munitions, d'obus et de 6 000 soldats appartenant à la deuxième division nigériane du colonel Murtala Mohammed, s'étire sur plus de huit kilomètres sur la route qui mène d'Enugu à Onitsha. Elle doit renforcer les troupes qui ont assiégé et se sont emparées d'Onitsha. À hauteur d'Abagana, à quelques kilomètres d'Onitsha, la colonne gouvernementale tombe dans une embuscade préparée par les troupes igbos du major Jonathon Uchendu.
Les combats furent violents : des camions endommagés explosèrent au milieu des soldats nigérians, les engloutissant sous les flammes tandis que les troupes biafraises ouvraient le feu. La colonne entière fut anéantie, et seuls quelques soldats survécurent au massacre.
Cette bataille est la seule victoire importante remportée par l'armée biafraise. Selon le journaliste Gilles Caron qui visita les lieux quelques jours après l'affrontement, les Ibos victorieux auraient, pour éviter tous risques d'épidémies, enterré en hâte et au bulldozer près de 7 000 cadavres (1 000 Biafrais et 6 000 Nigérians). Cependant d'autres sources avancent des chiffres plus modestes : 500 tués pour les Nigérians .

## Source
- Gilles Caron, Mort au Biafra !, édition Solar, Paris, 1968.
- Tony Jaques, Dictionary of Battles and Sieges: A-E, Dictionary of Battles and Sieges: A Guide to 8,500 Battles from Antiquity Through the Twenty-first Century 1, Greenwood Publishing Group, 2007,  (ISBN 978-0-313-33537-2)